# 慶東線
慶東線(キョンドンせん、けいとうせん、경동선)は、かつて存在した朝鮮鉄道の鉄道路線である。
当初、762mmの特殊狭軌（軽便鉄道規格）で建設されたが、1928年の国有化後、標準軌に改軌のうえ、東海中部線（トンヘジュンブせん、동해중부선）と改称された。現在は後年の路線再編成により、大邱線、中央線、東海線（旧・東海南部線）の一部となっている。

## 歴史
- 1917年12月24日：朝鮮軽便鉄道により大邱 - 河陽間開業[2]。
- 1918年7月18日：河陽 - 琴湖間開業[3]。
- 1918年11月1日：琴湖 - 西岳間開業[4]。
- 1918年12月28日：西岳 - 浦項間および西岳 - 慶州間開業[5]。
- 1919年1月14日：慶州 - 仏国寺間開業[6]。
- 1919年6月25日：浦項 - 鶴山間開業[7]。
- 1919年9月27日：朝鮮軽便鉄道から朝鮮中央鉄道に社名変更[8]。
- 1921年10月25日：仏国寺 - 蔚山間開業。
- 1921年11月1日：路線名称が付与され、大邱 - 鶴山間は邱浦線、西岳 - 蔚山間は蔚山線となる。
- 1922年12月25日：光明駅開業。
- 1923年9月1日：朝鮮中央鉄道が朝鮮鉄道に合併され、邱浦線および蔚山線が統合され慶東線となる。
- 1927年7月15日：道只駅を東方駅に改称[9]。
- 1927年8月1日：西岳駅 - 金丈駅間の線路が移設され、本線と支線の分岐駅が慶州駅に変更される。
- 1928年7月1日：朝鮮総督府鉄道に編入されると共に東海中部線に路線名変更[10]。
- 1935年12月16日：蔚山駅移転[11]。
- 1936年12月1日：慶州 - 蔚山間が標準軌化され東海南部線に編入[12]。
- 1938年7月1日：大邱 - 永川間が標準軌化[13]。
- 1938年12月1日：大邱 - 永川間を京釜線の支線である大邱線に、永川 - 慶州間を京慶南部線に分離[14]。
- 1939年6月1日：慶州 - 永川間が標準軌化[15]。
- 1945年7月10日：浦項 - 鶴山間は廃止され、慶州 - 浦項間は標準軌に改軌の上で東海南部線に編入される[16]。

## 駅の一覧
1925年基準である。

### 本線
| 駅名   | 漢字駅名 | 駅間距離 (mile) | 営業距離 (mile) | 接続路線         |
| ------ | -------- | --------------- | --------------- | ---------------- |
| 대구   | 大邱     | 0.0             | 0.0             | 京釜線           |
| 동촌   | 東村     | 3.4             | 3.4             |                  |
| 반야월 | 半夜月   | 3.2             | 6.6             |                  |
| 청천   | 淸泉     | 3.8             | 10.4            |                  |
| 하양   | 河陽     | 3.9             | 14.3            |                  |
| 금호   | 琴湖     | 3.4             | 17.7            |                  |
| 영천   | 永川     | 3.5             | 21.2            |                  |
| 임포   | 林浦     | 5.8             | 27.0            |                  |
| 아화   | 阿火     | 3.5             | 30.5            |                  |
| 건천   | 乾川     | 4.0             | 34.5            |                  |
| 광명   | 光明     | 3.0             | 37.5            |                  |
| 서악   | 西岳     | 4.3             | 41.8            | 支線（蔚山方面） |
| 금장   | 金丈     | 3.6             | 45.4            |                  |
| 사방   | 士方     | 5.2             | 50.6            |                  |
| 안강   | 安康     | 3.9             | 54.5            |                  |
| 부조   | 扶助     | 4.0             | 58.5            |                  |
| 효자   | 孝子     | 2.9             | 61.4            |                  |
| 포항   | 浦項     | 2.5             | 63.9            |                  |
| 학산   | 鶴山     | 1.2             | 65.1            |                  |

### 支線
| 駅名   | 漢字駅名 | 駅間距離 (mile) | 営業距離 (mile) | 接続路線              |
| ------ | -------- | --------------- | --------------- | --------------------- |
| 서악   | 西岳     | 0.0             | 0.0             | 本線（大邱/鶴山方面） |
| 경주   | 慶州     | 1.2             | 1.2             |                       |
| 도지   | 道只     | 4.7             | 5.9             |                       |
| 불국사 | 佛國寺   | 2.4             | 8.3             |                       |
| 입실   | 入室     | 5.2             | 13.5            |                       |
| 모화   | 毛火     | 2.4             | 15.9            |                       |
| 호계   | 虎溪     | 4.5             | 20.4            |                       |
| 병영   | 兵營     | 4.4             | 24.8            |                       |
| 울산   | 蔚山     | 2.1             | 26.9            |                       |
| 장생포 | 長生浦   | 3.6             | 30.2            |                       |